# اکتون (آلاباما)
اکتون (به انگلیسی: Acton) یک منطقهٔ مسکونی در ایالات متحده آمریکا است که در آلاباما واقع شده‌است. اکتون ۱۵۳٫۹۳ متر بالاتر از سطح دریا واقع شده‌است.